# Петрович-Негош
Петрович-Негош (на сръбски: Петровић-Његош) е династия, управлявала Черна гора от 1697 до 1918 г.
Тя води началото си от Данило Шчепчевич, който става митрополит на Цетине през 1696 година и установява наследствено предаване на управлението. Тъй като Черна гора се управлява от митрополити, властта се предава от чичо на племенник. През 1852 година князете се отказват от духовния си сан, през 1878 година получават независимост от Османската империя, а от 1910 година използват титлата крал. През 1918 година Черна гора е анексирана от Сърбия и е включена в Кралството на сърби, хървати и словенци като династията първоначално живее в изгнание във Франция.
- 1697 – 1735: Данило I Петрович (Данило Шчепчевич) (ок. 1670 – 4.1.1735), 1-ви митрополит (епископ) на Черна гора
- 1735 – 1750; 1773 – 1782: Сава Петрович-Негош (18 – 1.1702 – 9.3.1782), племенник на Данило I Петрович
- 1750 – 1766: Василие Петрович-Негош (1709 – 10.3.1766), племенни на Данило I Петрович
- 1767 – 1773: Шчепан Мали (? – 22.9.1773), не е от фамилията
- 1782 – 1830: Петър I Петрович (1748 – 18.10.1830), племенник на Василие Петрович-Негош
- 1830 – 1851: Петър II Петрович (1.11.1813 – 10.10.1851), племенник на Петър I Петрович
- 1851 – 1860: Данило I Петрович (6.1.1826 – 13.8.1860), племенник на Петър II Петрович, от 1852 княз на Черна гора, ∞ 1855 за Даринка Квеквич (1837 – 1892)
- 1860 – 1918: Никола I (7.10.1840 – 2.3.1921), племенник на Данило I Петрович, от 1910 крал на Черна гора, ∞ 1860 за Милена (1847 – 1923), дъщеря на Петър Вукотич, от която има 11 деца достигнали пълнолетие:
  - Любина Зорка (1864 – 1890), ∞ 1883 за сръбския крал Петър I Караджорджевич;
  - Милица (1866 – 1951), ∞ 1889 за великия руски княз Пьотър Николаевич (1864 – 1931);
  - Анастасия (Стана) (1868 – 1935), ∞ (1) 1889 (развод 1906) за Георгий Максимилианович Романовски (1852 – 1912), граф лайхтембергски; ∞ (2) 1907 за великия руски княз Николай Николаевич Младши (1856 – 1929)
  - Мария (Марица) (1869 – 1885)
  - Данило II Петрович-Негош (29.6.1871 – 24.9.1939), ∞ 1889 за Юта (Милица) (1880 – 1946), дъщеря на великия херцог на Мекленбург Адолф Фридрих V
  - Елена (1873 – 1952), ∞ 1896 за италианския крал Виктор Емануил III
  - Анна (1874 – 1971), ∞ 1897 за Франц Йосиф фон Батенберг (1861 – 1924), брат на българския княз Александър I Батенберг
  - Мирко (1879 – 1918), ∞ 1902 (развод 1917) за Наталия Константинович (1882 – 1950), от която има три деца:
    - Михаил (14.9.1908 – 24.3.1986), ∞ 1941 (развод 1949) за Женевиев Прижан (1919 – 1990), глава на династията от 1932
      - Никола (* 7.7.1944), ∞ 1976 за Франсина Наваро (* 1950), глава на Династията от 1986

    - Павел (1910 – 1933), неженен
    - Емануил (1912 – 1928)

  - Ксения (1881 – 1960), неомъжена
  - Вера (1887 – 1927), неомъжена
  - Петър (1889 – 1932), ∞ 1924 за Виолета Вегнер (1887 – 1960), глава на династията от 1929.[2]